# 가이제역 (나가노현)
가이제역(일본어: 海瀬駅)은 일본 나가노현 미나미사쿠군 사쿠호정에 위치한 동일본 여객철도 고우미 선의 철도역이다. 단선 승강장 1면 1선의 구조를 갖춘 지상역이다.

## 이용 현황
- 2010년도 : 137명
- 2011년도 : 137명

## 역 주변
- 국도 제299호선
- 사쿠호 정청 사쿠 청사
- 사쿠호 정 도서관
- 도쿄 전력 가이제 발전소

## 역사
- 1919년 3월 11일 : 사쿠 철도 하구로시타 - 고우미 간 개통과 동시에, 가이제 정류소로서 개업. 여객 영업만.
- 1934년 9월 1일 : 사쿠 철도의 국유화에 의해, 국철의 역이 됨.
- 1987년 4월 1일 : 일본국유철도 분할 민영화에 의해, 동일본 여객철도가 승계.

## 인접 역
| 동일본 여객철도 고우미 선 | 동일본 여객철도 고우미 선 | 동일본 여객철도 고우미 선 |
| ------------------------- | ------------------------- | ------------------------- |
| 야치호 고부치자와 방면    | 고우미 선                 | 하구로시타 고모로 방면    |